# Liste der Baudenkmale in Grischow
In der Liste der Baudenkmale in Grischow sind alle denkmalgeschützten Bauten der Gemeinde Grischow (Mecklenburg-Vorpommern) und ihrer Ortsteile aufgelistet. Grundlage ist die Veröffentlichung der Denkmalliste des Landkreises Mecklenburgische Seenplatte (Auszug) vom 20. Januar 2017.

## Baudenkmale nach Ortsteilen

### Grischow
| ID  | Lage               | Bezeichnung                       | Beschreibung | Bild                   |
| --- | ------------------ | --------------------------------- | ------------ | ---------------------- |
| 437 | Dorfstraße 52      | ehem. Küsterschule mit            |              |                        |
| 437 |                    | Hofeinfassung                     |              |                        |
| 438 | Dorfstraße         | Leichenhalle/Trauerhalle          |              |                        |
| 439 | Dorfstraße (Karte) | Kirche mit Ausstattung            |              | Kirche mit Ausstattung |
| 439 |                    | Friedhof,                         |              |                        |
| 439 |                    | Feldsteinmauer,                   |              |                        |
| 439 |                    | Tor,                              |              |                        |
| 439 |                    | Torpfeilern und                   |              |                        |
| 439 |                    | Taufstein,                        |              |                        |
| 439 |                    | Grabkreuz Sophie Ritter u.        |              |                        |
| 439 |                    | Fünte (Taufbecken) vor der Kirche |              |                        |
| 440 | Dorfstraße         | Kriegerdenkmal 1914/18            |              |                        |

## Quelle
- Karte der Baudenkmale im Geoportal des Landkreises